# Министерство энергетики США
Министерство энергетики США (англ. United States Department of Energy, DOE) — исполнительный департамент правительства США, отвечающий за энергетическую политику, включая ядерную энергетику, в США, а также за разработку и производство ядерного оружия.

## История
Ключевой орган, который занимается вопросами энергетики в Соединённых Штатах — Министерство энергетики США. Предшественницей Министерства энергетики была созданная в 1946 г. Комиссия по атомной энергетике Соединенных Штатов, которая занималась вопросами развития и исследований в области мирной атомной энергетики, а также разработкой и производством ядерного оружия и ядерных реакторов для нужд флота.
В середине 1970-х гг. Комиссия по Атомной Энергетике США была преобразована в 2 новых органа: Комиссию по ядерному регулированию для управления мирной ядерной энергетикой и Управление по энергетическим исследованиям и разработкам для руководства разработкой ядерного оружия и принятия по развитию энергетики.
Энергетический кризис 1970-х продемонстрировал необходимость единой организации. 1 октября 1977 года было создано Министерство энергетики. В его полномочия вошел контроль за долгосрочными исследованиями и развитием энергетических технологий, энергосбережение, исследования в области ядерной энергетики, сбор данных а также прогнозирование в области энергетики.
В наши дни основные задачи Министерства Энергетики — обеспечение энергетической безопасности Соединенных Штатов, а также проведение научных исследований, разработка и внедрение инновационных технологий, защита окружающей среды.

## Функции
Отвечает за производство ядерных реакторов в США, производство электроэнергии, изготовление ядерного оружия, переработку и захоронение радиоактивных отходов. Является также научной организацией, в структуру которой входят десятки крупных научных лабораторий. Отвечает за ядерную безопасность, в сотрудничестве с другими странами, работает над нераспространением ядерного оружия и технологий.

## Структура
В структуру министерства входят: 

Организационная структура Министерства энергетики США

Управление науки (Office of Science)  и его подразделение Управление научной и технической информации (Office of Scientific and Technical Information, OSTI).

### Лаборатории
Национальные лаборатории и центры, финансируемые министерством энергетики:
- Аргоннская национальная лаборатория
- Брукхейвенская национальная лаборатория
- Ливерморская национальная лаборатория
- Лос-Аламосская национальная лаборатория
- Окриджская национальная лаборатория
- Окриджский комплекс национальной безопасности Y-12
- Тихоокеанская северо-западная национальная лаборатория
- Сандийские национальные лаборатории
- Национальная ускорительная лаборатория им. Энрико Ферми (Фермилаб)

## Руководство
2 марта 2017 года президент США Дональд Трамп назначил Рика Перри на пост министра энергетики.